# محوطه شولو
محوطه شولوشولی مربوط به دوره اشکانیان - سده‌های میانه دوران‌های تاریخی پس از اسلام است و در شهرستان مسجد سلیمان، بخش اندیکا، دهستان چلو، ۳۰۰ متری شمال روستای سرباز واقع شده و این اثر در تاریخ ۲۵ آبان ۱۳۸۷ با شمارهٔ ثبت ۲۳۷۷۶ به‌عنوان یکی از آثار ملی ایران به ثبت رسیده است.